# Pentagon stelat

Un pentagon stelat regulat marcat cu diferite culori pentru a recunoaște segmentele de diferite lungimi care se formează în interiorul acestei figuri geometrice.

Un pentagon stelat este un pentagon la care vârfurile sunt unite din două în două.